# Marianne Gossweiler
Marianne Gossweiler (* 15. Mai 1943 in Schaffhausen, nach Heirat Marianne Gossweiler-Fankhauser) ist eine ehemalige Schweizer Dressurreiterin, die bei zwei Olympiastarts zwei Medaillen gewann.
Die Tochter eines Pferdehändlers erhielt schon früh Reitstunden und stieg mit 21 Jahren zur Weltspitze auf. Bei den Olympischen Spielen 1964 in Tokio bildeten sie und ihr Lipizzaner Stephan zusammen mit den Routiniers Henri Chammartin und Gustav Fischer die Schweizer Equipe. In der Einzelwertung siegte Chammartin, Fischer belegte den vierten Platz, und Gossweiler war Siebte, in der Mannschaftswertung siegten Harry Boldt, Josef Neckermann und Reiner Klimke für die gesamtdeutsche Mannschaft vor den Schweizern und der sowjetischen Equipe. 
1965 fanden in Kopenhagen die ersten offiziellen Europameisterschaften statt. In der gleichen Besetzung wie in Tokio gewann die deutsche Equipe, jetzt für die Bundesrepublik Deutschland startend, vor den Schweizern. Auch bei den ersten Weltmeisterschaften in Bern 1966 kam es zu einem Zweikampf zwischen Schweizern und Deutschen. Nachdem Neckermann, Boldt und Klimke in der Einzelwertung alle drei Medaillen gewonnen hatten, siegten sie auch in der Mannschaftswertung vor Chammartin, Fischer und Gossweiler. 1967 bei den Europameisterschaften in Aachen gewannen die deutschen Reiter vor der sowjetischen Mannschaft, Henri Chammartin, Marianne Gossweiler und Hansrüdi Thomi erhielten die Bronzemedaille. 
Im Jahr darauf bei den Olympischen Spielen 1968 in Mexiko-Stadt war Gustav Fischer wieder dabei, Chammartin, Fischer und Gossweiler gewannen erneut Bronze hinter den Mannschaften aus der Bundesrepublik Deutschland und aus der Sowjetunion. War Marianne Gossweiler 1964 die einzige Medaillengewinnerin in der Dressur gewesen, gehörten 1968 mit Liselott Linsenhoff und Jelena Petuschkowa allen medaillengewinnenden Teams Reiterinnen an. 
Bei den Olympischen Spielen in Mexiko-Stadt lernte Marianne Gossweiler den Ruderer Urs Fankhauser kennen, den sie 1971 nach dem Ende ihrer reiterlichen Karriere heiratete.